# Судебная бухгалтерия
Судебная бухгалтерия, правовая бухгалтерия — экономико-правовая прикладная наука, изучающая бухгалтерскую и прочую финансово-отчётную деятельность применительно к определённым вопросам юридической практики.

## История судебной бухгалтерии
По мере развития финансовой деятельности возникла необходимость правового регулирования бухгалтерского дела. В целях недопущения хищений и преступлений, связанных с нарушением ведения и подделкой торговой, сельскохозяйственной, банковской, налоговой и т. п. отчётности, возникла необходимость применения специальных познаний для расследования экономических правонарушений.

### СССР
16 марта 1937 года приказом НКВД СССР № 00118 в составе Главного управления рабоче-крестьянской милиции НКВД СССР был сформирован отдел по борьбе с хищениями социалистической собственности и спекуляцией (ОБХСС). Специализированная служба БХСС, в лице отделов и управлений по борьбе с хищениями социалистической собственности, была призвана осуществлять защиту государства и общество от расхитителей, мошенников, взяточников, фальшивомонетчиков во всех республиках Советского Союза.
Научные основы выявления, предотвращения и раскрытия экономических преступлений определили выделение специальной экономико-правовой дисциплины. Большой вклад в её создание внёс доцент кафедры криминалистики Саратовского юридического института В. Б. Любкин, обратившийся к использованию возможностей бухгалтерского учёта с позиций криминалистики.
В 1946-1948 годах он издал монографию по основам судебной бухгалтерии, в которой рассматривал вопросы судебной бухгалтерии в тесном взаимодействии с общими положениями бухгалтерского учёта и проблемами криминалистической экспертизы бухгалтерских документов. Книга надолго стала основным руководством для применения бухгалтерских познаний в юридической практике.
Известным специалистом по судебной бухгалтерии был С. П. Фортинский, который считал судебную бухгалтерию одним из разделов криминалистики. В соавторстве с С. С. Остроумовым, В. Н. Кудрявцевой, В. Г. Танасевич, Г. А. Атанесяном он написал учебники для юристов по применению бухгалтерских знаний и методик судебной экспертизы в раскрытии и расследовании экономических преступлений. Кроме того, большой вклад развитие судебной бухгалтерии внесли также С. П. Голубятников и A. M. Ромашов.
В целом, советскими правоведами были разработаны курсы «Основы бухгалтерского учёта и судебно-бухгалтерской экспертизы» и «Использование экономического анализа при расследовании преступлений», объединившие наработки бухгалтерской, экономической и правовой наук в целях специализированного обучения оперативных и следственных работников методикам криминалистики, бухгалтерского учёта, экономического анализа, технологии производства, для выявления и расследования экономических преступлений.
После распада СССР в бывших союзных республиках, как правило, сохранилась практика изучения юристами судебной (правовой) бухгалтерии.

### Российская Федерация
В России судебная бухгалтерия, как учебная дисциплина, преподаётся студентам юридических вузов и факультетов уголовно-правовой специализации, так как она востребована, в первую очередь, в уголовном судопроизводстве.
После перехода к рыночным отношениям, в российской судебной (правовой) бухгалтерии стало уделяться внимание и общеэкномическим познаниям юриста. Но главенствующую роль по-прежнему занимают вопросы изучения основ бухгалтерского учёта и специальных криминалистических методик в целях проведения судебно-бухгалтерской экспертизы. Однако, это стало необходимо не только для предварительного расследования уголовных дел по экономическим преступлениям, но и в гражданском судопроизводстве, например, для доказывания материального ущерба, причинённого нарушениями ведения бухгалтерской и т. п. отчётности.
Необходимость проведения судебно-бухгалтерской экспертизы возникает, главным образом, в двух случаях:
- отсутствие необходимых документов в бухгалтерии или противоречия в них;
- сложные или специфичные вопросы бухгалтерского учёта, в которых не разбираются рядовые специалисты.

Суд вправе отказать заявителю в проведении судебно-бухгалтерской экспертизы, если посчитает, что для необходимых операций не требуются знания судебных бухгалтеров-экспертов.
На практике наработки судебной бухгалтерии, так или иначе, востребованы в деятельности:
- Федеральной службы налоговой полиции Российской Федерации, существовавшей в 1992-2003 годах;
- Подразделений Департамента экономической безопасности Министерства внутренних дел Российской Федерации (ДЭБ МВД России): управлений и отделов по борьбе с экономическими преступлениями (УБЭП и ОБЭП);
- Научно-исследовательского института судебной экспертизы (НИИСЭ);
- Экспертных подразделений Российского федерального центра судебной экспертизы при Министерстве юстиции Российской Федерации (РФЦСЭ при Минюсте России).

## Задачи судебной бухгалтерии
Основным направлением судебной бухгалтерии является выявление и доказывание финансово-хозяйственных нарушений, имеющих значение для уголовного, гражданского, арбитражного и административного процессов.
Судебная (правовая) бухгалтерия разрабатывает научные основы:
1. правовой организации и проведения бухгалтерских ревизий, инвентаризаций;
2. оценки заключений экспертов и актов ревизий по правомерности и реальности хозяйственных операций;
3. юридической ответственности за совершённые неправомерные бухгалтерские действия;
4. осуществления криминалистической финансово-экономической и судебно-бухгалтерской экспертиз;
5. методики работы правоохранительных органов с бухгалтерскими документами (реальными и подложными), как доказательствами по уголовному делу.